# Llovera
Llovera (en catalán y oficialmente, Llobera) es un municipio y localidad española de la provincia de Lérida, en la comunidad autónoma de Cataluña. El término municipal, ubicado en la comarca del Solsonés, tiene una población de 209 habitantes (INE 2024).

## Historia
A mediados del siglo XIX creció el término del municipio al incorporar a Peracamps y Torre Nagó.

## Demografía
Cuenta con una población de 209 habitantes (INE 2024).
| Gráfica de evolución demográfica de Llobera entre 1842 y 2021 |
| |
| Población de derecho según los censos de población del INE Población de hecho según los censos de población del INEEn estos censos se denominaba Llovera: 1842, 1857, 1860, 1877, 1887, 1897, 1900, 1910, 1920, 1930, 1940, 1950, 1960, 1970 y 1981 Entre el censo de 1857 y el anterior, crece el término del municipio porque incorpora a 255284 (Peracamps), 255371 (Torre Nagó) |

| 1900 | 1930 | 1950 | 1970 | 1981 | 1986 |
| ---- | ---- | ---- | ---- | ---- | ---- |
| 316  | 452  | 457  | 308  | 261  | 247  |

## Patrimonio

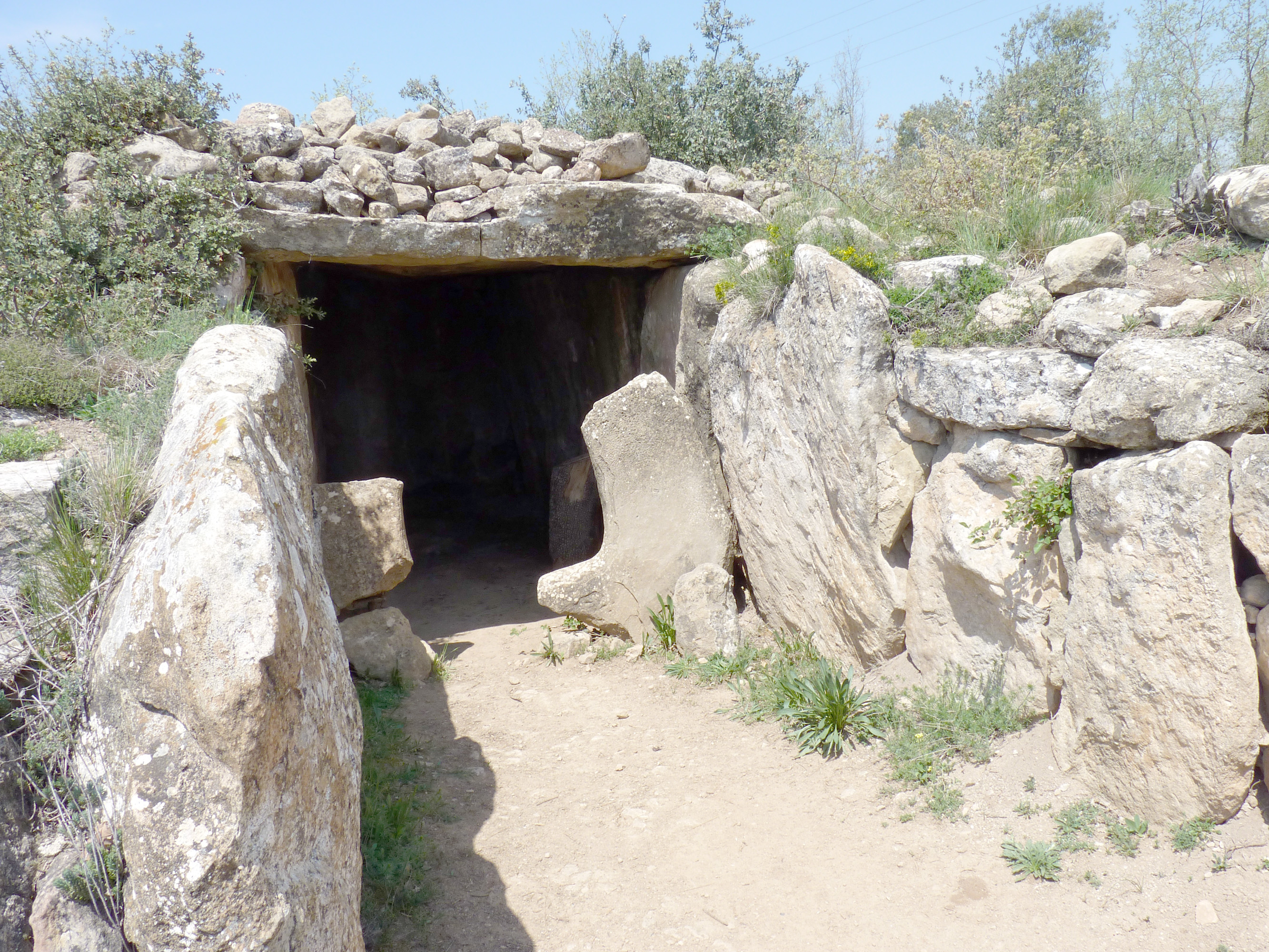
Dolmen de la Llanera

El dolmen de Llanera, también denominado Tueste de los Moros, Dolmen de la Villa o Dolmen de la Villa de la Garganta de los Bueyes. Este monumento megalítico es probablemente el más grande y también el más muy conservado de Cataluña. Fue excavado a principios del siglo pasado, 1916,por Mn. Joan Serra Vilaró, entonces director del Museo Arqueológico Diocesano de Solsona y posteriormente por J.M. Maluquer de Motes director del departamento de Prehistoria e historia Antigua  de la universidad de Barcelona. La fecha de construcción de este megalito se sitúa en el neolítico final (3.500 años aC), pero será reutilizado durante toda la época calcolítica, periodo de apogeo del megalitismo catalán que finaliza hacia el 1500 a. C. Se ha datado, mediante el carbono-14, al 2550 a. C. Corresponde a la tipología de los sepulcros de corredor evolucionados, denominados “galería catalana”, que se caracterizan para tener una gran cámara funeraria rectangular, a la cual se accede por un ancho pasillo o corredor.Tiene 9 metros de longitud en su interior, 1,90 de anchura y 2,3 de altura, con losas que llegan a los 2,45 por 2,20 metros y 0,45 de grueso. Las losas laterales tienen un peso aproximado de 5 toneladas. Se trata de un corredor o galería cubierta. Al fondo, enterraban los muertos, a la entrada, hay una pequeña cámara, que se separaba del resto del corredor por una piedra perforada, al pie de la cual se disponían las ofrendas a los muertos. El estudio antropológico de los restos inhumados indican para estos humanos una esperanza de vida de 26,4 años. Vivían en pequeñas comunidades practicando una agricultura de cereales, a pesar de que la base de su economía era la ganadería, concretamente el pastoreo de vacas, ovejas y cabras.